# The Division Bell Tour
The Division Bell Tour – ostatnia trasa koncertowa brytyjskiego zespołu Pink Floyd, która odbyła się w 1994 roku i promowała przedostatni studyjny album zespołu The Division Bell (1994). Tournée obejmowało miasta w Europie i Ameryce Północnej.

## Program koncertów
Ostatnia trasa Pink Floyd obejmowała dwa programy koncertów na dwóch częściach trasy.

### Program koncertów w Ameryce Północnej
Część 1.
1. „Astronomy Domine” (w Europie ten utwór czasami otwierał drugą część koncertu)
2. „Learning to Fly”
3. „What Do You Want from Me?”
4. „On the Turning Away”
5. „Take It Back”

Po utworze „Take It Back” zespół wykonywał jeden utwór z albumu The Division Bell (na każdym koncercie inny). Repertuar był wymienny, ale zawsze obejmował następujące utwory: „A Great Day for Freedom”, „Poles Apart”, „Coming Back to Life” i „Lost for Words”.
1. „Sorrow”
2. „Keep Talking”
3. „One of These Days”

Część 2.
1. „Shine On You Crazy Diamond” (Parts 1–5 & 7) [w Europie ten utwór czasami otwierał pierwszą część koncertu]
2. „Breathe”
3. „Time”
4. „High Hopes”
5. „The Great Gig in the Sky”
6. „Wish You Were Here”
7. „Us and Them”
8. „Money”
9. „Another Brick in the Wall (Part 2)”
10. „Comfortably Numb”

Bisy
1. „Hey You”
2. „Run Like Hell”

### Program koncertów w Europie
Część 1.
1. „Shine On You Crazy Diamond” (Parts 1–5 & 7)
2. „Learning to Fly”
3. „High Hopes”
4. „Take It Back” (19 października z Earl’s Court w Londynie utwór „Lost for Words” po „High Hopes”)
5. „Coming Back to Life” (19 października z Earl’s Court w Londynie utwór „A Great Day for Freedom” po „Lost for Words”)
6. „Sorrow”
7. „Keep Talking”
8. „Another Brick in the Wall (Part 2)” [4 września w Rotterdamie utwór „Wish You Were Here” po „Keep Talking”, a po „Wish You Were Here” utwór „Another Brick in the Wall”]
9. „One of These Days"

Część 2.
1. „Speak to Me”
2. „Breathe”
3. „On the Run”
4. „Time”
5. „The Great Gig in the Sky”
6. „Money”
7. „Us And Them”
8. „Any Colour You Like”
9. „Brain Damage”
10. „Eclipse”

Bisy
1. „Wish you Were Here” (4 września w Rotterdamie utwór „High Hopes” po „Eclipse”)
2. „Comfortably Numb”
3. „Run Like Hell”

- w obu programach koncertów nie były wykonywane regularnie utwory: „One Slip” i „Marooned”
- pierwszy utwór został zagrany 22 kwietnia 1994 roku w Oakland w stanie Kalifornia, po „The Great Gig in The Sky”, a przed „Us and Them”
- drugi utwór został zagrany 29 i 30 sierpnia 1994 roku w Oslo przed „Run Like Hell”

3 i 23 marca 1994 zespół zrobił 2 próby przed trasą koncertową (pierwsza odbyła się w Norton Air Force Base w San Bernardino, a druga w studiu wytwórni Universal w Orlando na Florydzie).

## Lista koncertów

### Ameryka Północna
- 30 marca: Miami Gardens, Floryda, USA – Joe Robbie Stadium
- 3 kwietnia: San Antonio, Teksas, USA – Alamodome
- 5 kwietnia: Houston, Teksas, USA – Rice Stadium
- 9, 10 kwietnia: Meksyk, Meksyk – Autódromo Hermanos Rodriguez
- 14 kwietnia: San Diego, Kalifornia, USA – Jack Murphy Stadium
- 16, 17 kwietnia: Pasadena, Kalifornia, USA – Pasadena Rose Bowl
- 20, 21, 22 kwietnia: Oakland, Kalifornia, USA – Oakland-Alameda County Coliseum
- 24 kwietnia: Tempe, Arizona, USA – Sun Devil Stadium
- 26 kwietnia: El Paso, Teksas, USA – Sun Bowl Stadium
- 28 i 29 kwietnia: Irving, Teksas, USA – Texas Stadium
- 1 maja: Birmingham, Alabama, USA – Legion Field
- 3 i 4 maja: Atlanta, Georgia, USA – Bobby Dodd Stadium
- 6 maja: Tampa, Floryda, USA – Tampa Stadium
- 8 maja: Nashville, Tennessee, USA – Vanderbilt Stadium
- 10 maja: Raleigh, Karolina Północna, USA – Carter-Finley Stadium
- 12 maja: Clemson, Karolina Południowa, USA – Memorial Stadium
- 14 maja: New Orleans, Luizjana, USA – Louisiana Superdome
- 18, 19, 20 maja: Foxborough, Massachusetts, USA – Foxboro Stadium
- 22, 23, 24 maja: Montreal, Quebec, Kanada – Olympic Stadium
- 26, 27 maja: Cleveland, Ohio, USA – Cleveland Stadium
- 29 maja: Columbus, Ohio, USA – Ohio Stadium
- 31 maja: Pittsburgh, Pensylwania, USA – Three Rivers Stadium
- 2, 3, 4 czerwca: Filadelfia, Pensylwania, USA – Veterans Stadium
- 6 czerwca: Syracuse, Nowy Jork, USA – Carrier Dome
- 10, 11 czerwca: Nowy Jork (Bronx), USA – Yankee Stadium
- 14 czerwca: Indianapolis, Indiana, USA – RCA Dome
- 16 czerwca: Ames, Iowa, USA – Cyclone Stadium
- 18 czerwca: Denver, Kolorado, USA – Mile High Stadium
- 20 czerwca: Kansas City, Missouri, USA – Arrowhead Stadium
- 22 czerwca: Minneapolis, Minnesota, USA – Hubert H. Humprey Stadium
- 25, 26 czerwca: Vancouver, Kolumbia Brytyjska, Kanada – BC Place Stadium
- 28 czerwca: Edmonton, Alberta, Kanada – Commonwealth Stadium
- 1 lipca: Winnipeg, Manitoba, Kanada – Winnipeg Stadium
- 3 lipca: Madison, Wisconsin, USA – Camp Randall Stadium
- 5, 6, 7 lipca: Toronto, Ontario, Kanada – Exhibition Stadium
- 9, 10 lipca: Waszyngton, USA – RFK Stadium
- 12 lipca: Chicago, Illinois, USA – Soldier Field
- 14, 15 lipca: Pontiac, Michigan, USA – Pontiac Silverdome
- 17, 18 lipca: East Rutherford, New Jersey, USA – Giants Stadium

### Europa
- 22, 23 lipca: Lizbona, Portugalia – Estádio José Alvalade
- 25 lipca: San Sebastián, Hiszpania – Velodrome de Anoeta
- 27 lipca: Barcelona, Hiszpania – Estadi Olímpic Lluís Companys
- 30, 31 lipca: Chantilly, Francja – Chateau de Chantilly
- 2 sierpnia: Kolonia, Niemcy – Mungersdorfer Stadion
- 4 sierpnia: Monachium, Niemcy – Olympic Stadium
- 6, 7 sierpnia: Bazylea, Szwajcaria – Fussballstadion St. Jakob
- 9 sierpnia: Montpellier, Francja – Amphitheatre du Chateau de Grammont
- 11 sierpnia: Bordeaux, Francja – Esplanade des Quincones
- 13 sierpnia: Hockenheim, Niemcy – Hockenheimring
- 16, 17 sierpnia: Hanower, Niemcy – Niedersachsenstadion
- 19 sierpnia: Wiedeń, Austria – Wiener Neustadt
- 21 sierpnia: Berlin, Niemcy – Olympic Stadium
- 23 sierpnia: Gelsenkirchen, Niemcy – Parkstadion
- 25 sierpnia: Kopenhaga, Dania – Parken Stadium
- 27 sierpnia: Göteborg, Szwecja – Ullevi Stadium
- 29, 30 sierpnia: Oslo, Norwegia – Valle Hovin Stadium
- 2 września: Werchter, Belgia – Festivalweide
- 3, 4, 5 września: Rotterdam, Holandia – Stadion Feijenoord
- 7 września: Praga, Czechy – Strahov Stadium
- 9 września: Strasburg, Francja – Stade de la Meinau
- 11 września: Lyon, Francja – Stade de Gerland
- 13 września: Turyn, Włochy – Stadio delle Alpi
- 15 września: Udine, Włochy – Stadio Friuli
- 17 września: Modena, Włochy – Festa Nationale dell Unita
- 19, 20, 21 września: Rzym, Włochy – Cinecittá
- 23 września: Lyon, Francja – Stade de Gerland
- 25 września: Lozanna, Szwajcaria – Stade Olympique de la Pontaise
- 13–17, 19–23, 26–29 października – Londyn, Anglia – Earls Court Exhibition Centre